# Julia (telenovela)
Julia es una telenovela venezolana realizada en el año 1984 por la cadena Venevisión, fue protagonizada por la pareja del momento para ese año Hilda Carrero y Eduardo Serrano y cuenta con las participaciones antagónicas de Miriam Ochoa, Eva Blanco y Tony Rodríguez.

## Trama
La historia comienza cuando el protagonista, Eduardo, sufre un accidente en su yate y es encontrado en la playa por Julia, una bella y humilde muchacha que vivía cerca de una playa en la costa venezolana. Julia se lleva al náufrago a su casa y allí en poco tiempo nace el amor entre ellos, cosa que el padre de Julia no ve con mucho agrado pues a simple vista se nota que Eduardo es muy distinto a su hija. Pero el joven ya ha logrado enamorar a Julia y la convence para que se casen rápidamente y se vaya con el a la ciudad. Eduardo es un viudo adinerado y se lleva a Julia para su mansión de Caracas. Allí Julia es recibida hostilmente por los miembros de la familia de su esposo, ya que le consideran una advenediza, especialmente Rebeca, la cuñada de Eduardo. De inmediato Julia centra su atención en un gran cuadro en el que aparece una bella mujer y el cual está colgado en el lugar más privilegiado de la casa. Julia se impacta cuando le dicen que se trata de la primera esposa de Eduardo, que curiosamente también se llamaba Julia, y quien se suicidó hace un año lanzándose por una ventana del último piso de la mansión. A partir de ese momento la protagonista comienza a vivir "el extraño caso de Julia", su situación es incómoda en su nueva casa desde el principio, todos la comparan con la difunta, sobre todo Benjamín, un joven sobrino de Eduardo, quien venera el recuerdo de su prima Julia. La bella protagonista comienza a darse cuenta de que hay muchas cosas raras y secretos extraños en la familia Uzcátegui. En la mansión pasaban muchas cosas..., ruidos provenientes de las paredes, cuartos que tiemblan, gente que desaparecía repentinamente, asesinatos, gente oculta en el sótano y varias relaciones ilícitas. Todos creen que estos sucesos tienen que ver con algo paranormal relacionado con la difunta Julia, pues varios miembros de la familia y la servidumbre han visto su fantasma rondando por la mansión. La creencia es que Julia no se suicidó sino que fue asesinada y las lógicas sospechas recaen en Eduardo. Paralelo a esto se descubre que Julia (la protagonista) tiene una abuela anciana y millonaria que vive al lado de la mansión de Eduardo, pero su padre le oculta la historia. También existe una hermana gemela de la difunta, se trata de Daniela, quien tras el suicidio de Julia se volvió loca y fue internada en un sanatorio de Londres, pero luego fue llevada a la mansión, donde permanece escondida en una de las habitaciones. Julia descubre la historia de su abuela, pero la señora fallece poco después y deja a Julia heredera de una gran fortuna, ahora Julia es millonaria a la vez que descubre que Eduardo está en la ruina. Julia comienza a dudar de Eduardo, no solo por su implicación en el deceso de su primera esposa, sino también cree que él pueda haber fraguado su encuentro en la costa, a sabiendas de que ella era una rica heredera.  Continúan los enigmas y desapariciones en la mansión, pero se fueron develando los misterios, resulta que el día de la boda de la difunta Julia con Eduardo, alguien caminó por uno de los pasadizos secretos y la lanzó a  ella desde la ventana.  Pero se equivocó de víctima y  a quien lanzó fue a  Daniela, la hermana de la novia que se había colocado el traje de novia de su hermana. Luego Julia, que lejos de ser un dechado de virtudes era una mujer perversa, se hizo pasar por su hermana y se dejó internar en una clínica. Luego regresa y en complicidad con Benjamín se oculta en la casa, donde hacía y deshacía sin que nadie supiera la verdad. Pero luego Benjamín, quien había desarrollado una personalidad psicopática, se da cuenta de que su prima nunca corresponderá a su amor y que al contrario sólo persigue volver con Eduardo y apoderarse de la fortuna de su nueva esposa, por lo que Benjamín ahora si mata a su malévola prima. Esclarecido el caso, Eduardo y Julia se reconcilian y son muy felices. FIN.

## Elenco
- Hilda Carrero - Julia Simone
- Eduardo Serrano - Eduardo Uzcátegui
- Miriam Ochoa - Julia Rincón de Uzcátegui/ Daniela Rincón
- Tony Rodríguez - Benjamín Uzcátegui
- Eva Blanco - Rebeca Hoffman de Uzcátegui
- Reneé de Pallás - Doña Mercedes
- Corina Azopardo - Abogada Graciela Montoya
- Fernando Flores - Darío Uzcátegui
- Julio Jung - Tomas Simone
- Elena Farías - Corina Hoffman
- Manuel Escolano - Walter/María Rolando
- Esther Orjuela - Arelys
- Enrique Alzugaray
- Francisco Ferrari - Dr. Hermann Hoffmann
- Esperanza Magaz - Jesusa
- Carlos Subero
- Chela D'Gar - Antonia
- Mariela Alcalá - Andrea Uzcátegui
- Angélica Arenas - Dolores
- Margot Pareja
- Jimmy Verdún - Detective Jimmy
- Francia Ortiz - Nairobi
- Omar Omaña
- Elio Rubens
- Lucila Herrera
- Magaly Urbina - Nohemi

## Versiones
- El fantasma de Elena es una telenovela realizada  en el 2010 por Telemundo, y protagonizada por Elizabeth Gutiérrez y el argentino Segundo Cernadas y antagonizada por la ucrano-mexicana Ana Layevska y el colombiano Fabian Rios. Esta versión fue reescrita por Humberto "Kico" Olivieri e Isamar Hernández

## Curiosidades
- Julia es de las pocas telenovelas venezolanas que primero fue estrenada en el exterior que en Venezuela, su canal productor (Venevisión) consciente que tenía una excelente producción en sus manos, no quiso arriesgarse a ponerla a competir con Leonela que ya estaba pegadísima en RCTV, así que luego de mucha promoción, prefirieron estrenar la deficiente Virginia y esperar la culminación de Leonela para estrenar Julia, cuya première se dio el mismo día y a la misma hora de La Salvaje, esta se perdió ante Julia pero por mínima diferencia, aunque la telenovela de Olivieri fue muy elogiada por la prensa y muy comentada por su muy original trama.
- Aunque se produjo en la época de las telenovelas cortas, Julia continuó grabándose como telenovela larga porque fue muy bien vendida en el exterior y de hecho gustó bastante. En Venezuela se transmitió en dos partes.
- Fue una de las telenovelas en las que Hilda Carrero hizo mayor derroche de su sensualidad y belleza, ya que su personaje vestía con provocativos atuendos.
- Miriam Ochoa destacó enormemente con su doble papel, en buena parte de la novela nadie podía estar seguro si quien vivía era Julia o Daniela. También se lucieron Tony Rodríguez y Eva Blanco como villanos.

## Premios
Meridiano de Oro 1984
| Categoría             | Persona       | Resultado |
| --------------------- | ------------- | --------- |
| Teledramático del año | Daniel Farías | Ganador   |